# Guizhouichthyosaurus
Guizhouichthyosaurus es un género de ictiosaurio que existió durante la primera parte del periodo Carniense del Triásico Superior en el suroccidente de China. Dicho género contiene la especie tipo, Guizhouichthyosaurus tangae. En el pasado fue asignado al género Shastasaurus, pero estudios posteriores mostraron que era bastante distinto, dado que carecía del hocico corto característico de Shastasaurus. La segunda especie conocida, G. wolonggangensis, fue asignada inicialmente al género Callawayia.
Fue clasificado además como una especie de Cymbospondylus (Cymbospondylus asiaticus) en 2002, y en 2003 fue reclasificado en el género Panjiangsaurus (Panjiangsaurus epicharis) antes de ser finalmente situado en su propio género. La estimaciones de tamaño basadas en la colección preservada de 86 vértebras presacrales y 110 caudales dan como resultado una longitud total de 10 metros.

## Paleobiología
A diferencia de muchos otros ictiosaurios del Triásico, los cuales eran pequeños depredadores rápidos de persecución, Guizhouichthyosaurus tenía una constitución corporal y una estrategia de alimentación parecidas a las de Shastasaurus. Guizhouichthyosaurus era un gran ictiosaurio que se alimentaba por succión, lo que le ayudaba a cazar invertebrados marinos, cefalópodos sin caparazón y peces con su hocico estrecho y completamente desdentado, ya que los dientes ya no eran necesarios para capturar este tipo de presas. Por tanto Guizhouichthyosaurus tenía un nicho ecológico similar al de las actuales ballenas jorobadas, sus aletas caudales estaban reducidas y su cabeza era relativamente pequeña en comparación a su cuerpo.